# Michael Graf Soltikow
Michael Graf Soltikow (* als Walter Richard Max Bennecke am 17. November 1902 in Potsdam; † 13. Februar 1984 in Villefranche-sur-Mer) war ein deutscher Schriftsteller und Journalist.

## Leben
Seine Eltern waren der Potsdamer Gymnasialoberlehrer und Professor Friedrich Ludwig Bennecke (* 23. Mai 1861 in Berlin; † 17. November 1935 in Potsdam) und Margarete, geborene Schmeisser (1871–1934). Mit seinen Eltern wohnte er in Potsdam, Alte Luisenstraße 62.
Nach dem Schulbesuch am Königlichen Viktoria-Gymnasium in Potsdam studierte er Rechtswissenschaften an den Universitäten Berlin, Breslau, Bonn, Oxford, London und Paris. Sein Referendarexamen leistete er 1929 in Bonn ab und promovierte zum Dr. jur. Im Jahr 1926 wurde er auf Grund eines Zeitungsinserats von russischen kinderlosen Emigranten, Leo Graf von Soltikow und dessen Ehefrau Alexandra Tzvatkoff, die 1917 von Russland nach Paris geflüchtet waren, adoptiert. Nach seinem Studium widmete er sich der Schriftstellerei und dem Journalismus.
Im Zweiten Weltkrieg war er zeitweise Soldat beim Oberkommando der Wehrmacht, Abteilung Auslandsabwehr, und schied bei Kriegsende als Unteroffizier aus. Später behauptete er, einen persönlichen Kontakt zu Admiral Wilhelm Canaris und ab 1940 zu Hans Oster gehabt zu haben. Auch den Vornamen Michael Alexander erhielt er angeblich auf Veranlassung der Abwehr, als diese ihn zu Kriegsbeginn als wohlhabenden kosmopolitischen Junggesellen russischer Abstammung tarnen wollte, um ihn bei der Spionageüberwachung der Berliner Diplomatie einsetzen zu können.
Er gab 1949 ein Flugblatt unter dem Titel „Extrablatt - Gröning entlarvt“ heraus, das den damals viel Aufsehen erregenden Wunderheiler Bruno Gröning scharf kritisierte.
Am 2. und 9. April 1952 brachte er in der Zeitung Wochenend zwei Artikel heraus, die eine homosexuelle Beziehung zwischen dem 1938 erschossenen Ernst Eduard vom Rath und seinem Attentäter Herschel Grynszpan behaupteten, wofür er in einem langwierigen Prozess verurteilt wurde. Wegen Verunglimpfung des Andenkens Verstorbener (§ 189 StGB) erhielt er eine Strafe von fünf Monaten Gefängnis mit fünfjähriger Bewährungsfrist und hatte die Prozesskosten zu tragen.
1959 wurde er verurteilt, weil er Curt Riess Plagiatsvorwürfe gemacht hatte.
Um 1963 bemühte er sich um die Gründung einer deutschsprachigen Version der Hochbegabtenvereinigung Mensa (die tatsächliche Gründung einer ersten Mensa in Deutschland erfolgte 1966 durch den Psychologen Herbert Steiner, jene der heutigen Mensa in Deutschland 1981).
1966 heiratete er in Grünwald die Dolmetscherin Monika Helga Freiin von Künsberg (Monika Gräfin von Soltikow, * 11. September 1938 in Berlin-Schöneberg), die Tochter des Eberhard Max Paul Freiherr von Künsberg. Sie heiratete später Charles Chevillard (* 1930).

## Veröffentlichungen
- Das Problem der objektiven Ehezerrüttung in Deutschland, Frankreich und England. Universität Bonn, Rechts- und staatswissenschaftliche Diss., 1929
- SOS-Thetis
- Die lachende Wolke
- Von Scotland Yard ausgewiesen
- Aufwind: Humorvolle Begebenheiten im Leben unserer Luftwaffe; 1942
- Der Teufel von Whitechapel; Englische Rechtspflege auf der Anklagebank; 1944[12]
- Die Katze; 1957
- Nie war die Nacht so hell; 1961
- Empfang um Mitternacht: Das grosse Spiel mit Englands Agenten; 1961
- Sosnowski l'espion de Berlin; 1961
- Geheimagentin Nicole; (Spionageroman), 1963
- Eine Frau genügt nicht (Roman); 1963
- Ein Arzt schöpft Verdacht; 1962
- Der gelbe Sturm; (Tatsachenbericht; zur ägyptischen Cholera-Epidemie 1947), 1962
- Vrouwen in de oorlog; 1970
- Ich war mittendrin. Meine Jahre bei Canaris; 1980
- Rittmeister von Sosnowski: Spionageroman nach Tatsachen; 1984

## Belege
1. ↑  buro-klieken.de (Memento des Originals vom 23. September 2015 im Internet Archive)  Info: Der Archivlink wurde automatisch eingesetzt und noch nicht geprüft. Bitte prüfe Original- und Archivlink gemäß Anleitung und entferne dann diesen Hinweis.
2. ↑  Michael Graf Soltikow im Munzinger-Archiv (Artikelanfang frei abrufbar)
3. ↑  Observator: „Graf Soltikow ans Telefon“. In: zeit.de. 3. Januar 1952, abgerufen am 8. Dezember 2014.
4. ↑  www.bruno-groening.org (Memento des Originals vom 6. Juli 2010 im Internet Archive)  Info: Der Archivlink wurde automatisch eingesetzt und noch nicht geprüft. Bitte prüfe Original- und Archivlink gemäß Anleitung und entferne dann diesen Hinweis.
5. ↑  www.roizen.com
6. ↑  www.ifz-muenchen.de
7. ↑  Soltikow-Prozess: Bis zum bitteren Ende. In: spiegel.de. 1. Januar 1961, abgerufen am 15. Januar 2021.
8. ↑  Michael Graf Soltikow. In: Der Spiegel. Nr. 12, 1959, S. 66 (online – 18. März 1959).
9. ↑  Genial oder fast genial. In: Der Spiegel. Nr. 18, 1963, S. 61 (online – 1. Mai 1963).
10. ↑  Goldenes M. In: Der Spiegel. Nr. 18, 1963 (online – 12. Juni 1963).
11. ↑  www.geneall.net
12. ↑  www.jacktheripper.de

| Personendaten    | Personendaten                                                  |
| ---------------- | -------------------------------------------------------------- |
| NAME             | Soltikow, Michael Graf                                         |
| ALTERNATIVNAMEN  | Bennecke, Walter Richard Max; Soltikow, Michael Alexander Graf |
| KURZBESCHREIBUNG | deutscher Schriftsteller und Journalist                        |
| GEBURTSDATUM     | 17. November 1902                                              |
| GEBURTSORT       | Potsdam                                                        |
| STERBEDATUM      | 13. Februar 1984                                               |
| STERBEORT        | Villefranche-sur-Mer                                           |